# Cherry Blossom Girl
Cherry Blossom Girl è un singolo del gruppo musicale francese AIR, pubblicato nel 2004 ed estratto dall'album Talkie Walkie.

## Tracce
- 7"

1. Cherry Blossom Girl (Radio Mix) – 3:43
2. Cherry Blossom Girl (Hope Sandoval Version) – 2:53

- 12"

1. Cherry Blossom Girl (Radio Mix) – 3:43
2. Cherry Blossom Girl (Simian Mobile Disco Mix) – 5:54
3. Fanny (CBG demo) – 3:11

## Video
Il videoclip della canzone è stato diretto da Kris Kramski.